# Bulbauchenia rugosa
Bulbauchenia rugosa är en insektsart som beskrevs av William D. Funkhouser 1927. Bulbauchenia rugosa ingår i släktet Bulbauchenia och familjen hornstritar. Inga underarter finns listade i Catalogue of Life.